# Остроумов, Георгий Андреевич
Остроу́мов, Гео́ргий Андре́евич (27 декабря 1898, Пенза — 20 мая 1985) — советский физик, доктор физико-математических наук (1948 г. за исследования конвекционных движений воздуха), зав. кафедрой общей физики Пермского университета (1945–1958). Получил известность как основатель гидродинамической научной школы. Автор первых научных трудов по нелинейной акустике.

## Биография
В 1918 году поступил на математическое отделение физико-математического факультета Казанского университета, который окончил в 1923 г., получив квалификацию физика-экспериментатора.
В 1923—1931 После окончания университета по приглашению М. А. Бонч-Бруевича работал в Нижегородской радиолаборатории им. В. И. Ленина (НРЛ). По совместительству работал в ЛГУ, ЛЭТИ, Институте инженеров связи, Ленинградском индустриальном институте. В июле 1931 г. перешёл в отдел приемной аппаратуры Научно-Исследовательского Морского Института связи.
В 1936 году издал в «Связьиздате» учебник-монографию «Электроакустика» объёмом в 14 печатных листов.
C 8 сентября 1938 году отбывал пятилетний срок заключения по статье КРА (контрреволюционная агитация). В 1943 г. был освобожден из Усольлага с оставлением на работе в лагере НКВД.
В 1945 году был командирован в распоряжение треста «Сталинуголь», работал в качестве начальника электромеханического цеха. Благодаря помощи ректора ПГУ Р. В. Мерцлина, он был переведён в Пермский университет.
С 21 июня 1945 по лето 1958 — зав. кафедрой общей физики Пермского университета, заведующий сектором физики ЕНИ.
В 1947 году в университете было организовано студенческое научное общество (СНО), научным руководителем которого был назначен Г. А. Остроумов.
В 1946 году начал работать над кандидатской диссертацией по конвекции об аномалии температуры в нефтяной скважине около Краснокамска. Выяснил, что это происходит из-за конвекции, для которой нашёл точное решение (названное позже "задача Остроумова").
8 мая 1948 году при защите получил степень сразу доктора физико-математических наук, став первым на физфаке доктором наук (официальными оппонентами на защите диссертации 12 апреля 1947 года в Совете Физического института АН СССР выступали академик Л. Д. Ландау, профессора Д. А. Франк-Каменецкий и Г. Л. Поляк). 15 января 1949 получил учёное звание профессора.
В 1952 году в центральном издательстве («ГИТТЛ») публикует монографию «Свободная конвекция в условиях внутренней задачи», обобщив в ней результаты проводимых в ПГУ экспериментов по конвекции. Таким образом он стал основателем нового научного направления — физическая гидродинамика.
В 1958 году покинул Пермь, возвратившись в Ленинградский университет, где он был избран на должность профессора кафедры радиофизики (1958—1985).
В 1967 году опубликовал монографию «Основы нелинейной акустики».
Наиболее значительными работами этого периода были исследования по электрофизике слабопроводящих сплошных сред. Г. А. Остроумов обратил особое внимание на практически неизученный гидродинамический аспект проблемы. Результатом этих исследований явилась монография «Взаимодействие электрических и гидродинамических полей», опубликованная в 1979 г. на 81-м году жизни ученого.

## Прочее
Остроумов лично знал и работал с О. В. Лосевым и составил наиболее полное описание его биографии . Результаты своей работы Г. А. Остроумов опубликовал в виде библиографического очерка.